# Heinrich Schaedtler (Heraldiker)
Heinrich Schaedtler (auch: Heinrich Schädtler; (geboren 30. Juli 1781; gestorben 23. Juni 1820 in Hannover) war ein deutscher Konsistorialsekretär, Archivar, Bücher- und Handschriftensammler sowie Genealoge. Als Heraldiker lieferte er die Entwürfe für den hannoversche Guelphen-Orden, das hannoversche Staatssiegel sowie für die Krone des Königreichs Hannover.

## Leben
Heinrich Schaedtler war der Sohn von Friedrich Gottlieb Schaedtler, der als Beamter des Kurfürstentums Hannover der Revisor der Kirchenrechnungen war.
Während der sogenannten „Franzosenzeit“ unter der Besatzung der Truppen von Jérôme Bonaparte trat Schädtler am 24. Juni 1806 als Freimaurer der Johannis-Freimaurerloge Zum schwarzen Bär im Orient von Hannover bei. Nach der Erhebung des vormaligen Kurfürstentums zum Königreich Hannover arbeitete als Auditor, dann als Sekretär des hannoverschen Konsistoriums. Nach dem Tode des langjährigen Registators am Königlichen Archiv, Johann Karl Hoppe, erhielt er am 31. August 1814 dessen Stelle mit der Ermächtigung, den Titel des Sekretärs beizubehalten.
Zudem wirkte Schaedtler als Genealoge des Guelphen-Ordens. Der „Archivsecretair und Ordensgenealogist“ bewohnte laut dem von der Königlichen Hofbuchdruckerei Lamminger & Rosenbusch herausgegebenen Hannöverschen Adreß-Buch für das Jahr 1817 eine Wohnung „auf dem Böttcherschen Hofe“, Große Brandstraße 278.
Heinrich Schaedtler sammelte alte Drucke und Handschriften. Nach seinem Tod erwarb der hannoversche Vizekönig Adolph Friedrich von Cambridge alle oder einen Großteil davon für die Königliche Bibliothek, der späteren Gottfried Wilhelm Leibniz Bibliothek – Niedersächsische Landesbibliothek.

## Schriften
- Kurze Beschreibung des Königlich Hannoverschen Guelphen-Ordens. Nebst beygefügten Abbildungen, Ordens-Statuten und Ritter-Listen. mit 15 Kupferstichen. Lamminger und Rosenbusch, Hannover 1816.